# Vaksala socken
Vaksala socken i Uppland ingick i Vaksala härad, uppgick 1967 i Uppsala stad och området ingår sedan 1971 i Uppsala kommun och motsvarar från 2016 Vaksala distrikt.
Socknens areal är 41,57 kvadratkilometer varav 41,50 land. År 2000 fanns här 22 325 invånare.  Östra delen av Uppsala, kyrkbyn, numera stadsdelen Vaksala, stadsdelarna  Gränby, Salabacke, Fyrislund och Årsta, orterna Skölsta, Jälla, Lindbacken och Svia samt sockenkyrkan Vaksala kyrka ligger i socknen.

## Administrativ historik
Vaksala socken har medeltida ursprung. 
Vid kommunreformen 1862 övergick socknens ansvar för de kyrkliga frågorna till Vaksala församling och för de borgerliga frågorna bildades Vaksala landskommun. Landskommunen utökades 1952 som 1967 uppgick i Uppsala stad som 1971 ombildades till Uppsala kommun.
1 januari 2016 inrättades distriktet Vaksala, med samma omfattning som församlingen hade 1999/2000.  
Socknen har tillhört län, fögderier, tingslag och domsagor enligt vad som beskrivs i artikeln Vaksala härad. De indelta soldaterna tillhörde Upplands regemente, Rasbo kompani och Livregementets dragonkår, Norra Upplands skvadron.

## Geografi
Vaksala socken ligger närmast öster och nordost om Uppsala. Socknen är en slättbygd med kuperad skogsbygd i norr och öster.
De byar och gårdar i Vaksala socken som existerat sedan 1500-talet eller längre är Arby (försvunnen), Bastebyle (försvunnen), Bolsta, Brillinge, Eke, Gnista, Gränby, Jädra, Jälla, Kyrkbyn, Lunda, Norrby, Norrhällby, Plenninge, Prästgården, Råby, Sala (försvunnen), Skälby, Skäve, Skösta, Slavsta, Stångby, Svia, Sätyna, Söderhällby, Torkarby, Trälösa, Törnby, Vallby, Vaskesta, Vittulsberg, Åby, Ångelsta och Årsta.

## Fornlämningar
Från bronsåldern finns spridda gravrösen, skärvstenshögar och skålgropsförekomster. Från järnåldern finns 55 gravfält och en fornborg. 18 runstenar har påträffats.

## Namnet
Namnet skrevs 1291 Vaxald. Förleden kan vara vax, '(god) växtlighet; frodigt växande'. Efterleden ald kan återgår till hald, 'sluttning' eller hald, 'betesmark'. Troligen har namnet avsett ett område vid kyrkan, där den äldsta tingsplatsen varit belägen.